# Janet Jackson
Janet Damita Jo Jackson (Gary, Indiana, 16 de mayo de 1966), más conocida como Janet Jackson, es una cantante, compositora, actriz y bailarina estadounidense. Comenzó su carrera en el programa de entretenimiento The Jacksons en 1976. Luego apareció en otros importantes shows televisivos durante los años 70 y principios de los 80, como Good Times y Fame.
Tras firmar un contrato musical con A&M Records en 1982, se convirtió en un icono del R&B y del pop con el lanzamiento de su tercer álbum de estudio, Control, alcanzando la fama mundial en 1986. Sus trabajos con los productores musicales Jimmy Jam y Terry Lewis incorporaron elementos de R&B, funk, disco, rap y música industrial, que la llevaron a marcar un estilo en la música popular. Además de recibir reconocimiento por la innovación en su música, coreografías y videos musicales y por su prominencia en las radios y en MTV, también ha sido reconocida por su conciencia social.
En 1991, firmó el primero de dos contratos multimillonarios con Virgin Records, estableciéndose como una de las artistas mejor pagadas de la industria. Su primer álbum bajo esta compañía, janet. (1993), la encontró desarrollando una imagen pública de sex symbol, al tiempo que empezaba a introducir la sexualidad en su trabajo. Ese mismo año realizó su primer papel protagónico en una película, Poetic Justice. Desde entonces, ha realizado varias películas más. Hacia fines de los años 1990, fue nombrada como la segunda cantante más exitosa de la década, detrás de Mariah Carey. Ha logrado un extenso catálogo de éxitos con sencillos como «Nasty», «Rhythm Nation», «Escapade» , «That's the Way Love Goes», «Again», «Together Again», «All for You» y «Feedback».
Con más de 100 millones de producciones musicales vendidas, es una de las artistas musicales con mayores ventas de la historia. La Recording Industry Association of America (RIAA) la ubica como la decimotercera solista femenina con mayores ventas en Estados Unidos, con más de 26 millones de álbumes certificados. En 2008, la revista Billboard realizó una lista de los 100 artistas musicales más exitosos de Estados Unidos, ubicando a Jackson en el número 7. En 2010, la misma revista realizó una lista de los 50 artistas más importantes del R&B de los últimos 25 años, ubicándola en el número 5. Una de las artistas más premiadas de la historia, su permanencia, éxitos y logros reflejan su influencia en la formación y redefinición del concepto de música popular. Ha sido citada como inspiración por muchísimos artistas nuevos.

## Vida y carrera

### 1966-1982: Infancia y trabajos en televisión

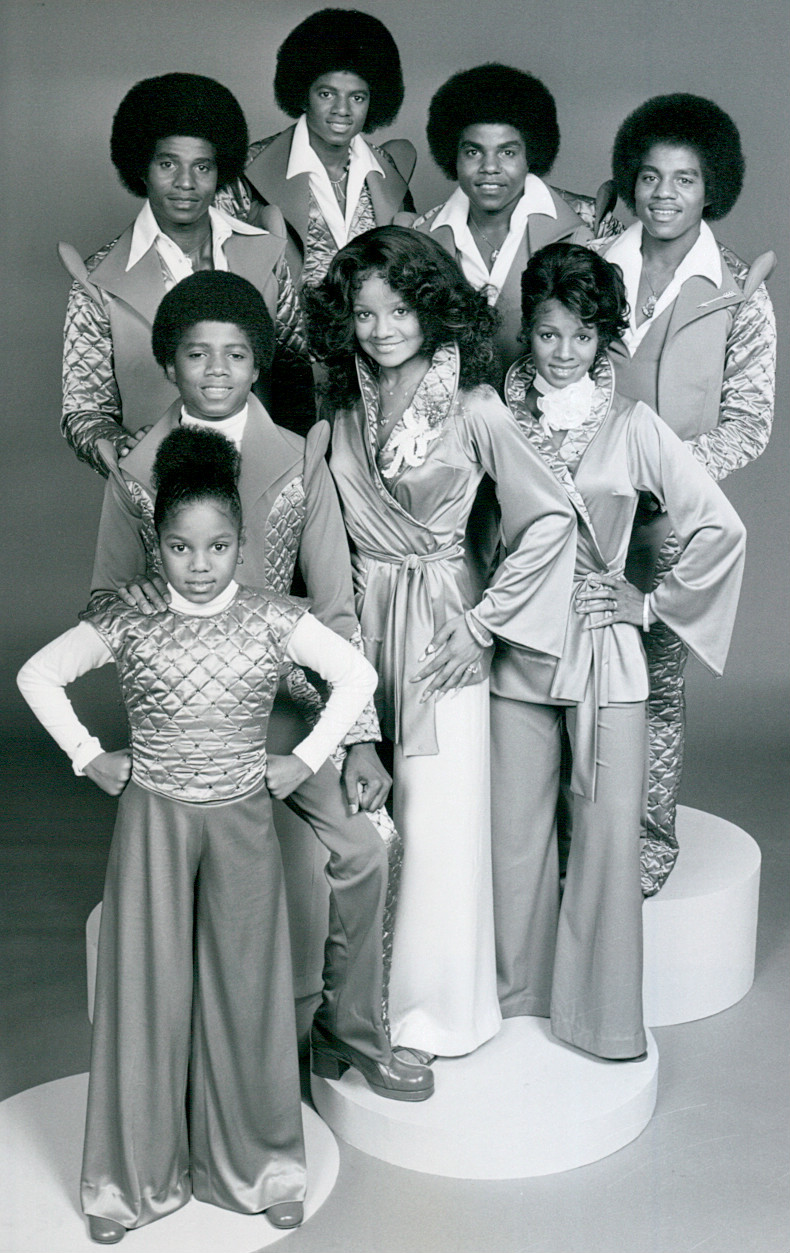
Jackson (abajo a la izquierda) en una foto para la CBS de 1977, en el estudio del show The Jacksons.

Janet Damita Jo Jackson nació en Gary, Indiana, siendo la menor de diez hermanos, todos hijos de Katherine Esther Scruse y Joseph Walter Jackson. Los Jackson eran gente de clase media baja y devotos testigos de Jehová. Janet aclaró que, aunque fue criada como testigo de Jehová, finalmente dejó de practicar la religión, y que ve su relación con Dios como "uno a uno". Cuando ella era niña, sus hermanos varones mayores (Jackie, Tito, Jermaine, Marlon y Michael) interpretaban música en clubes nocturnos y teatros bajo el nombre de The Jackson 5. En marzo de 1969, el grupo consiguió un contrato con la compañía discográfica Motown Records, y hacia el final del año ya habían grabado el primero de cuatro sencillos consecutivos número 1. Los excelentes resultados comerciales obtenidos por The Jackson 5 permitieron a la familia Jackson mudarse al barrio Encino en Los Ángeles, California, en 1971, donde se establecieron en una mansión llamada "Hayvenhurst". Aunque nació en una familia de músicos profesionales, la pequeña Janet no tenía aspiraciones de entrar al mundo del espectáculo. Ella más bien soñaba en convertirse en jockey, debido a su amor por los caballos. A pesar de ello, su padre ya tenía previsto que su hija debería desarrollar una carrera profesional en la industria del entretenimiento. Janet Jackson una vez comentó en una entrevista: "Nunca nadie me preguntó si quería entrar al mundo del espectáculo... Era algo que se esperaba.".
En 1973, a la edad de siete años, Janet apareció junto a sus hermanos en Las Vegas Strip en el casino MGM, donde realizaron una rutina musical. Jane Cornwell, en su biografía de la cantante que lanzó en el año 2002, dio a conocer que, cuando Janet tenía ocho años, su padre Joseph le pidió que no le dijera más "Calin", ya que ahora era su representante, y que solo lo llamara "Joseph". Janet comenzó su carrera como actriz en 1976 en la serie de televisión The Jacksons de la cadena CBS, en la que aparecía junto a sus hermanos Tito, Rebbie, Randy, Michael, Marlon, La Toya y Jackie. En 1977 fue seleccionada por el productor Norman Lear para realizar el papel de Penny Gordon Woods en la comedia Good Times. Desde 1979 hasta 1980, personificó a Jojo Ashton en otra comedia familiar llamada A New Kind of Family, y entre 1981 y 1982 se unió al elenco de Diff'rent Strokes, donde protagonizó a Charlene Duprey. Por último, desempeñó un papel protagónico en la cuarta temporada de la serie Fame, en donde interpretó a Cleo Hewitt, aunque más tarde comentó que no había disfrutado trabajar en la serie.

### 1982-1992: Primeros álbumes,ControlyJanet Jackson's Rhythm Nation 1814
A pesar de que Janet Jackson inicialmente no tenía intenciones de comenzar una carrera musical, estaba de acuerdo en participar en sesiones de grabación con su familia. La primera canción que grabó fue una titulada "Love Song for Kids", a dúo con su hermano Randy, en 1978. Cuando Janet tenía dieciséis años, su padre y representante le consiguió un contrato discográfico con la compañía A&M Records. Su álbum debut, Janet Jackson, producido por los cantantes de soul Angela Winbush, René Moore y Leon F. Sylvers III, fue lanzado en 1982. Toda la producción del mismo fue supervisada por su padre, Joseph. El álbum alcanzó el número 6 en la lista de álbumes de R&B de Billboard.
El segundo álbum de Jackson, Dream Street, fue lanzado dos años más tarde. Su padre contrató a sus hermanos para ayudar a producir el álbum: Marlon coescribió dos canciones, mientras que Tito, Jackie y Michael colaboraron en el respaldo vocal y en los coros. Dream Street alcanzó el número 19 en la lista de álbumes de R&B de Billboard, y sus ventas fueron inferiores a las del álbum debut. El único éxito del álbum fue el primer sencillo "Don't Stand Another Chance", que alcanzó el número 9 en la lista de sencillos de R&B de Billboard. Destaca también la colaboración de Cliff Richard en el tema "Two to the Power of Love". A principios de 1984, Janet se casó con su amigo de la infancia y cantante de R&B James DeBarge. Poco tiempo después se separaron, y el matrimonio fue anulado a mediados de 1985. Ese mismo año, Janet se unió a su hermana La Toya como corista de su canción "Baby Sister" en el Festival Yamaha Music, donde se coronaron con una medalla de plata y un premio por "canción excepcional".
Tras el lanzamiento de su segundo álbum Dream Street, Jackson decidió separar sus negocios de su familia. Tiempo después comentó: "Solo quería irme de la casa, salir de la influencia de mi padre, lo que fue una de las cosas más difíciles que he tenido que hacer, diciéndole que no quería trabajar con él nunca más". El ejecutivo de A&M Records John McClain contrató a los productores Jimmy Jam y Terry Lewis para que trabajaran con Jackson. Durante seis semanas Jackson, Jam y Lewis elaboraron el tercer álbum de estudio de la cantante, Control. Durante la grabación del álbum, Janet fue amenazada por un grupo de hombres en las inmediaciones de su hotel en Mineápolis. Al respecto, Janet dijo: "En lugar de correr donde estaban Jerry y Terry para que ellos me protegieran, preferí plantar cara y logré defenderme de ellos. Así es como canciones como "Nasty" y "What Have You Done for Me Lately" "surgieron, desde un sentimiento de autodefensa".
A pesar de que Jam y Lewis querían que la música de Jackson conquistara todos los mercados, su objetivo principal era crear un seguimiento de la cantante dentro de la comunidad afroamericana. Jam una vez comentó: "Queríamos hacer un álbum que estuviera en cada hogar negro de los Estados Unidos... Íbamos por el álbum negro de todos los tiempos.". Lanzado en febrero de 1986, el álbum llegó al número 1 en la lista Billboard 200, con más de 200.000 copias vendidas en una semana. El crítico Connie Johnson de "Los Angeles Times" escribió: "Aunque se trate sólo de una adolescente, la presencia de esta cantante es remarcablemente osada y madura. Tiene un fuerte tipo de seguridad que permite varios cortes, más el entrenamiento musical para respaldarlo.". La crítica del "Newsweek" para Control señalaba que el álbum era una alternativa de las baladas sentimentales y los arreglos opulentos de Patti LaBelle y Whitney Houston. Rob Hoerburger de la revista "Rolling Stone" afirmó: "Control es un álbum mejor que los que Diana Ross ha hecho en 5 años, y pone a Janet en una posición similar a la joven Donna Summer, dispuesto a aceptar estado de innovación y llevando sus propios pasos por encima de ella.". Cinco de los sencillos lanzados entraron al Top 5 de la lista Billboard Hot 100: "What Have You Done for Me Lately", "Nasty", "When I Think of You", "Control" y "Let's Wait Awhile". "When I Think of You" se convirtió además en el primer sencillo de Jackson en llegar al número 1. "The Pleasure Principle" entró al Top 20, llegando al número 14. La mayoría de las coreografías de los vídeo-clips fueron hechas por una entonces desconocida Paula Abdul. Jonathan Cohen de la revista Billboard dijo que los espectaculares sonidos y coreografías de los vídeos de Jackson fueron irresistibles para MTV, y que ayudaron al canal a evolucionar desde un canal de música rock a uno con una programación mucho más amplia.
Control fue certificado con cinco discos de platino por la Recording Industry Association of America, y ha vendido más de 14 millones de copias en todo el mundo. Además, ganó 4 American Music Awards de 12 nominaciones, un récord que aún no ha sido roto, y fue nominado como "Álbum del Año" en la edición 1987 de los Grammy Awards. Richard J. Ripani Ph.D, autor del libro The New Blue Music: Changes in Rhythm & Blues, 1950-1999 (publicado en 2006), observó que Control fue uno de los primeros álbumes exitosos que influyeron en el surgimiento del new jack swing, creando una fusión de R&B, rap, funk, disco y percusión sintetizada. Según Ripani, el éxito de Control acortó la brecha entre el R&B y el rap.
En septiembre de 1989, Jackson publicó su cuarto álbum de estudio, titulado Janet Jackson's Rhythm Nation 1814. A pesar de que los ejecutivos de A&M Records querían un álbum similar a Control, Jackson no quería comprometer su integridad artística y estaba decidida a impregnar su música con un mensaje de conciencia social sobre el amor y las relaciones. Ella dijo: "No soy ingenua, sé que un álbum o una canción no van a cambiar el mundo. Solo quiero que mi música y mis coreografías puedan atrapar la atención del público y que los mantengan el tiempo suficiente para que puedan escuchar las letras y lo que nosotros queremos decir.". El productor Jimmy Jam dijo en una entrevista al "The Boston Globe": "Siempre solíamos tener un televisor encendido, por lo general sintonizado en la CNN... Y creo que el contenido social de canciones como "Rhythm Nation", "State of the World" y "The Knowledge" vinieron desde ahí.". Vince Aletti, de la revista "Rolling Stone", observó que Jackson pasó sin problemas desde la libertad personal a las preocupaciones más universales, como la injusticia, el analfabetismo, la delincuencia y las drogas.
Llegando al número 1 en la lista Billboard 200, el álbum fue certificado seis veces platino en los Estados Unidos. En total, se estima que Janet Jackson's Rhythm Nation 1814 ha vendido más de 14 millones de copias en todo el mundo. También cabe mencionar que este álbum es el único en la historia de la música que ha producido sencillos que han llegado al número 1 en la lista Billboard Hot 100 en tres años diferentes: "Miss You Much" en 1989, "Escapade" y "Black Cat" en 1990, y "Love Will Never Do (Without You)" en 1991. Además, es el único álbum que ha producido siete sencillos que han alcanzado el Top 5 en la lista Hot 100. El videoclip de la canción "Rhythm Nation" ganó el premio Grammy en la categoría "Mejor vídeo musical largo" en 1989. La revista Billboard nombró al álbum como el más vendido en el año 1990, ganando numerosos premios. La gira Rhythm Nation World Tour, la primera gira mundial de conciertos de Jackson en respaldo de un álbum, se convirtió en la gira debut de un cantante más exitosa de la historia. Cuando Jackson comenzó su gira, inmediatamente fue reconocida por el impacto social y cultural de su música. Joel Selvin del periódico "San Francisco Chronicle" escribió lo siguiente: "A los 23 años, la cantante ha realizado numerosas grabaciones exitosas durante cuatro años, convirtiéndose en un accesorio para MTV y en un gran modelo para las adolescentes de todo el país.". William Allen, por entonces vicepresidente del United Negro College Fund, dijo en "Los Angeles Times": "Jackson es un modelo a emular para todos los jóvenes, y el mensaje que ha llegado a ellos en este país a través de las letras de Janet Jackson's Rhythm Nation 1814 está teniendo efectos positivos.". Ella creó el Rhythm Nation Scholarship como una unión al colegio United Negro College Fund, así como también donó ganancias de su gira a otros proyectos educativos, entregando más de medio millón de dólares para costear los mismos. Los editores del libro Routledge International Encyclopedia of Women: Global Women's Issues and Knowledge (publicado en el año 2000) documentaron en la obra que el éxito de Jackson durante este período fue suficiente para que igualara a otros artistas como su hermano Michael Jackson, Madonna y Tina Turner.
El contrato de Jackson con A&M Records terminó con el lanzamiento de Janet Jackson's Rhythm Nation 1814. En 1991, después de que la cantante fuera abordada personalmente por el propietario de Virgin Records, Richard Branson, Jackson firma un publicitado contrato multimillonario con la ya mencionada compañía discográfica. La cifra del contrato, estimada entre 32 y 50 millones de dólares, hizo de ella la artista musical mejor pagada de la música contemporánea, hasta que su hermano Michael firmó días después un contrato con Sony por 65 millones de dólares. La revista "Ebony" escribió: "Ningún solista o grupo ha impactado tanto al mundo del espectáculo como Michael y Janet Jackson, quienes han firmado ambos contratos multimillonarios recientemente. Hay muchos imitadores, pero nadie puede emular el impresionante estilo y la destreza de los hermanos Jackson.". Su reputación como icono de la moda también le generó reconocimiento. Jackson estaba haciendo vibrar a millones de personas en su exitoso Rhythm Nation World Tour, mientras cantidades de chicas adolescentes imitaban su distintivo look: largas camperas negras semi-militares, pantalones negros apretados y grandes camisas blancas. Ese mismo año, Janet se casó por segunda vez, pero en secreto, con su viejo amigo, bailarín, compositor y director René Elizondo Jr.. A principios de 1992, Jackson graba una canción titulada "The Best Things in Life Are Free", con Luther Vandross, BBD y Ralph Tresvant, para la banda sonora de la película Mo' Money.

### 1993-1996:janet.,Poetic JusticeyDesign of a Decade 1986/1996
En agosto de 1992, después de terminar su trabajo en Poetic Justice, Jackson se puso a trabajar en la grabación de su primer álbum con Virgin Records. Las sesiones de grabación comenzaron en septiembre de 1992, hasta el primer cuarto de 1993. En mayo de 1993 sale a la venta el quinto álbum de estudio de la cantante, titulado janet. (pronunciado "Janet, period", en español: "Janet, y punto"), que debuta en el número 1 del Billboard 200. Jackson se refirió al título del álbum en una entrevista: "Las personas creen que llegué lejos solo por mi apellido. Es por eso que sólo titulé "Janet" a mi álbum, porque nunca he pedido a mis hermanos que escriban o produzcan música para mí.". Larry Flick de la revista Billboard observó que ella también amplía su espectro musical en janet., mezclando elementos de deep house, swing jazz, hip-hop, rock y música caribeña con un fuerte predominio de funk. La revista Rolling Stone comentó lo siguiente: "Como princesa de la familia real americana negra, todo lo que Janet Jackson hace es importante. Ya sea proclamándose a sí misma a cargo de su vida, como hizo en Control, o como una comandante en jefe del ejército con ritmos de baile para luchar contra los problemas de la sociedad, como hizo en Janet Jackson's Rhythm Nation 1814, ella es influyente. Y cuando anuncia su madurez sexual en su nuevo disco janet., se trata de un hito cultural.". "The New Rolling Stone Album Guide" (publicado en 2004) comenta que el primer sencillo número 1 del álbum, "That's the Way Love Goes" (ganador del Grammy en 1994 por "mejor canción R&B"), y los sencillos Top 10 "If", "Because of Love", "You Want This" y "Any Time, Any Place", todos contienen "deseos adultos". janet. fue certificado seis veces de platino por la RIAA, con ventas mundiales de más de 20 millones de copias.
En julio de 1993, Jackson debutó en cine, en la película Poetic Justice. "Rolling Stone" describió su trabajo como un "seductor debut en cine" a pesar de su inexperiencia, mientras que "The Washington Post" lo consideró "creíblemente excéntrico". Varias críticas fueron también negativas, como Owen Gleiberman de "Entertainment Weekly", que expresó que Janet no era una actriz inepta, pero que no había más aristas en su personalidad que las que hay en su plástico rostro de muñeca. La balada "Again" de Jackson estuvo incluida en la película, y recibió sus primeras nominaciones al Globo de Oro y al Óscar por "mejor canción original". En septiembre de 1993, Jackson apareció en topless en la portada de la revista "Rolling Stone", con las manos de su entonces marido René Elizondo Jr. tapando sus senos. La fotografía es similar a la usada en la portada del álbum janet., que fue tomada por el fotógrafo Patrick Demarchelier. Sonia Murray del diario "The Vancouver Sun" observó: "Jackson, de 27 años de edad, permanece claramente establecida como un rol modelo y un sex-symbol. La foto de Rolling Stone se convirtió en una de las más reconocidas y satirizadas portadas de revistas del año.". El editor de Rolling Stone David Ritz comparó la transformación de Jackson con la del cantante Marvin Gaye, diciendo lo siguiente: "Como Marvin Gaye pasó desde What's Going On a Let's Get It On, de lo austero a lo enfervorizado, así mismo Janet pasa tan seriamente como Marvin desde Janet Jackson's Rhythm Nation 1814 a janet., en su declaración de liberación sexual. Su segunda gira de conciertos, el janet. World Tour generó la ovación de la crítica. Michael Snyder del "San Francisco Chronicle" describió la presencia en escena de Jacksons como eliminadora de la línea entre el tamaño de los estadios de los conciertos de pop y las extravagancias teatrales de alta escala.
Durante este período, su hermano Michael Jackson se vio involucrado en un escándalo de abuso sexual infantil, del cual negó cualquier tipo de delito. Janet le dio apoyo moral a su hermano, y negó las acusaciones hechas por su hermana La Toya Jackson en su libro "La Toya: Growing up in the Jackson family" (1991), donde denunciaba que sus padres habían abusado de ella y sus hermanos durante su infancia. En una entrevista con Lynn Norment de "Ebony", habló del alejamiento de su hermana de la familia, declarando que su marido Jack Gordon le había lavado el cerebro hasta tal punto de alejarla de su familia. Además, se enojó con su hermano Jermaine Jackson por burlarse de  Michael en su sencillo "Word to the Badd" en 1991. En diciembre de 1994 Janet grabó junto a su hermano Michael la canción "Scream", que se lanzó como primer sencillo del álbum HIStory: Past, Present and Future, Book I de Michael. La canción fue escrita por ambos hermanos como una respuesta al escrutinio de la prensa que Michael sufrió al haber sido acusado de abuso sexual infantil. La canción obtuvo un gran éxito, debutando en el número 5 en el Billboard Hot 100 de Estados Unidos, convirtiéndose en el primer sencillo de la historia en debutar entre las cinco primeras posiciones. Según el "Libro Guinness de los Récords", el videoclip de "Scream", filmado en mayo de 1995, es el más caro de la historia de la música, con un costo de 7 millones de dólares. Michael y Janet ganaron con "Scream" el Grammy a "mejor video musical corto" en 1995.
En octubre de 1995, Jackson lanza su primer álbum recopilatorio, Design of a Decade 1986/1996, publicado bajo el sello discográfico de A&M Records. El álbum debutó en el número 4 y llegó al número 3 en la lista Billboard 200. El primer sencillo, "Runaway", se convirtió en la primera canción de una artista femenina en debutar dentro de las 10 primeras posiciones del Billboard Hot 100, y llegó al número 3. El álbum fue certificado dos veces platino por la RIAA, y ha vendido más de 4 millones de copias en todo el mundo. La influencia de Jackson en la música popular continuó ganando reconocimiento. Steve Morse de "The Boston Globe" remarcó: "Si hablamos de la más poderosa elite femenina del pop, no se puede hablar de algo más grande que Janet Jackson, Bonnie Raitt, Madonna y Yoko Ono. Su influencia colectiva está más allá de lo que se pueda medir. ¿Y quién puede cuestionar ahora que Janet Jackson tenga más credibilidad que su hermano Michael?". En enero de 1996, la cantante renueva el contrato discográfico con Virgin Records, por una suma de 80 millones de dólares, convirtiéndose así en la artista mejor pagada de la música contemporánea, superando a los contratos obtenidos por Madonna y Michael Jackson, los cuales estaban estimados en 60 millones de dólares.

### 1997-2003:The Velvet Rope,Nutty Professor II: The KlumpsandAll for You
Durante un período de 2 años anteriores al lanzamiento de su sexto álbum de estudio, The Velvet Rope, Jackson sufrió problemas de depresión y ansiedad. Michael Saunders de "The Boston Globe" consideró que el álbum reflejaba una mirada introspectiva sobre su lucha contra la depresión, describiéndolo como un crítico examen de conciencia y un diario sobre el camino de una mujer hacia el autodescubrimiento. The Velvet Rope también introdujo el sadomazoquismo en la música de Janet. Eric Henderson, de la revista "Slant Magazine", escribió: "The Velvet Rope es una rica y oscura obra maestra que ilustra que, en medio de látigos y cadenas, no hay nada más sexy que la desnudez emocional.". Larry Flick de "Billboard" calificó a The Velvet Rope como el mejor álbum americano del año y el más poderoso de todos sus trabajos. Lanzado en octubre de 1997, The Velvet Rope debutó en el número 1 del Billboard 200. En agosto de ese año, el primer sencillo del álbum, "Got 'til It's Gone", fue lanzado radialmente, alcanzando el número 12 en la lista de canciones R&B radiales de Billboard. Este tema se inspira en la canción "Big Yellow Taxi" de Joni Mitchell, quien aparece en el sencillo de Janet junto al rapero Q-Tip. "Got til' It's Gone" ganó el Grammy a "mejor video musical corto" en 1997. El segundo sencillo del álbum, "Together Again", se convirtió en su octavo éxito número 1 en el Billboard Hot 100, ubicando a Janet a la par de Elton John, Diana Ross y The Rolling Stones. El sencillo permaneció durante 46 semanas en la lista, un récord, así como estuvo 19 semanas en las listas británicas. "I Get Lonely" llegó al número 3 del Billboard Hot 100. The Velvet Rope vendió más de 10 millones de discos en todo el mundo, y fue certificado tres veces platino por la RIAA.
Jackson donó parte de las ganancias obtenidas de "Together Again" a la Fundación para la Investigación sobre el Sida. Neil McCormick de "The Daily Telegraph" observó: "Jackson incluso toma una postura como ícono gay, haciendo una interpretación de diva que recuerda a Diana Ross en "Together Again" (una canción pop a favor del estudio del Sida), cantando un himno a la homosexualidad en la jaazística "Free Xone" y culminando, si esa es la palabra correcta, con una bizarra reinterpretación lésbica de la canción "Tonight's the Night" de Rod Stewart.". "Rolling Stone" consideró "Free Xone" como la mejor canción del álbum, describiéndola como una canción anti-homofóbica que varía modos y tempo en una moneda de 10 centavos, yendo de una especie de sonido tipo Prince hasta un dominante estilo Archie Bell and the Drells en su canción "Tighten Up". The Velvet Rope fue honrado por el Foro Nacional de Liderazgo de Gais y Lesbianas Negros, y recibió el premio por "álbum destacado" en la novena edición de los GLAAD Media Awards.
En 1998, Jackson emprendió la gira The Velvet Rope World Tour, una gira internacional que incluyó Europa, América del Norte, África, Asia y Oceanía. Robert Hilburn de "Los Angeles Times" escribió: "Hay mucho de la ambición y el glamour de los musicales de Broadway en The Velvet Rope World Tour, lo que sólo demuestra que estos conciertos la acreditan como la creadora y directora del show.". El especial de HBO The Velvet Rope: Live in Madison Square Garden fue visto por más de 15 millones de personas. El concierto de 2 horas de duración ganó la audiencia de las cuatro mayores cadenas en hogares suscriptos a HBO. Este especial fue nominado a 4 premios Emmy, ganando uno de ellos. Jackson donó parte de las ganancias del concierto a America's Promise, una organización sin fines de lucro creada por Colin Powell para asistir a jóvenes privados de sus derechos.
Al mes siguiente, Jackson se separó de René Elizondo Jr. Desde que su gira mundial finalizó en 1999, Janet prestó su voz a numerosas canciones de diferentes artistas: los sencillos "Luv Me, Luv Me" de Shaggy (para la banda de sonido de la película How Stella Got Her Groove Back?), "Girlfriend/Boyfriend" de Blackstreet, y "What's It Gonna Be?!" de Busta Rhymes con Eve y Ja Rule. Además, grabó la canción "God's Stepchild" para la banda sonora de la película Down on the Delta, y un dueto con Elton John en la canción "I Know The Truth". En los premios World Music Awards de 1999, Jackson recibió el "premio leyenda" junto con Cher, por su contribución durante todas sus vidas a la industria de la música y su destacada contribución a la industria del pop. Finalizado el año, la revista "Billboard" ubicó a Janet como la segunda artista más exitosa de la década, sólo detrás de Mariah Carey.
En julio de 2000, Jackson aparece en su segunda película, El Profesor Chiflado 2: La Familia Klump, como la profesora Denise Gaines, junto a Eddie Murphy. Esta se convirtió en su segunda película en debutar como número 1 en la taquilla estadounidense, obteniendo aproximadamente 42,7 millones de dólares en su primera semana. Su contribución a la banda sonora de la película, la canción "Doesn't Really Matter", se convirtió en su noveno número 1 en el Billboard Hot 100. Ese mismo año, su exmarido le pidió el divorcio. Jeff Gordinier de "Entertainment Weekly" informó que 8 de los 13 años que ella y Elizondo se habían conocido, estuvieron casados, un hecho que se arreglaron para esconderlo no sólo de la prensa internacional, sino también del padre de Janet. Elizondo llevó a cabo un litigio multimillonario contra Jackson, estimado entre 10 y 25 millones de dólares. No llegaron a un acuerdo sino hasta 2003.
Jackson fue premiada en los American Music Awards en marzo de 2001, recibiendo el "Premio al Mérito" debido a sus finamente elaborados, críticamente aclamados y socialmente formadores álbumes de multiplatino. Además, se convirtió en la homenajeada inaugural del premio mtvICON, un reconocimiento anual a artistas que han hecho contribuciones significativas a la música, a los videos musicales y a la cultura pop, mientras impactaban tremendamente en la generación MTV. El séptimo álbum de estudio de Janet, All for You, fue lanzado en abril de 2001, debutando en el número 1 del Billboard 200. Con ventas de 605.000 copias en su primera semana, All for You se convirtió en el álbum con una mejor primera semana en ventas de su carrera. Stephen Thomas Erlewine de "Allmusic" dijo: "Jackson ha creado un éxito que es lujoso y sensual, esparciendo ocio en sus 70 minutos, logrando atraer incluso cuando se sabe más.". Jon Pareles de "The New York Times" comentó: "Como otros artistas de R&B que unen su trabajo con el hip-hop, Jackson deleita en texturas tan vertiginosas como un nuevo gusto.".
La canción que da nombre al álbum, "All for You", debutó en el Billboard Hot 100 antes de su lanzamiento en el número 14, el debut más alto en la historia para un sencillo que todavía no estaba comercialmente disponible. Teri VanHorn de MTV denominó a Jackson como "reina de la radio", ya que la canción hizo historia en las radios, siendo escuchada en toda estación de radio pop, R&B y urbana que respondiese al negocio nacional de la revista "Radio & Records", en su primera semana. El sencillo llegó al número 1, liderando la lista por 7 semanas consecutivas. Además, recibió un Grammy en 2001 por "mejor canción bailable". El siguiente sencillo, "Someone to Call My Lover", que contenía un pesado circuito de guitarra de la canción "Ventura Highway" del grupo América, llegó al número 3 en el Billboard Hot 100. El álbum All for You fue certificado de doble platino por la RIAA, y vendió más de 9 millones de copias mundialmente.
Jackson inició su gira All for You Tour en julio de 2001. El crítico de música pop Robert Hilburn dio una crítica negativa del mismo, comparándolo desfavorablemente con el Drowned World Tour de Madonna y el Dream Within a Dream Tour de Britney Spears. Hilburn escribió: "A los 35 años, Jackson es sólo 8 años menos que Madonna, pero esta presentación es más semejante a Britney Spears. Madonna sabe cómo excavar bajo la superficie; Jackson vive en ella.". La crítica de Hilburn hizo estallar la reacción de aquellos que pensaban y sentían que Jackson dio la performance superior. David Massey comentó: "Janet superó a la "chica material" por millas. ¿Y cuál es el punto de la desfachatez de traer el nombre de Britney Spears a la escena diciendo que el show de Janet es como el de Britney? ¡Hola! Es al revés.". Similarmente, Rudy Scalese elogió la performance de Jackson, declarando: "Janet Jackson no ha omitido ni un ritmo. Sigue siendo la Reina de Pop.". Jackson donó parte de las ganancias de la gira a Boys & Girls Clubs of America, a lo que su presidenta Roxanne Spillett dijo: "La aumentada conciencia que ella trae a nuestra causa, junto con su generosa contribución financiera, nos ayudará a alcanzar un número aún mayor de gente joven en busca de esperanzas y oportunidades.".
En 2002, Jackson colaboró con el cantante de reggae Beenie Man en la canción "Feel It Boy". Más tarde admitió que lamentaba haber hecho la colaboración, luego de descubrir que la música de Beenie Man contenía letras homofóbicas. Pronto, emitió una disculpa a sus fanes gay en un artículo publicado en "The Voice". Jackson también empezaba su relación con el productor musical y rapero Jermaine Dupri ese mismo año.

### 2004-2005: Controversia en el Super Bowl XXXVIII,Damita Joy apariciones en televisión
En el entretiempo de la Super Bowl XXXVIII en febrero de 2004, Jackson hizo un popurrí de sus canciones "All for You" y "Rhythm Nation", y luego cantó con Justin Timberlake. Mientras Timberlake cantaba la parte "gonna have you naked by the end of this song" de su sencillo "Rock Your Body", rasgó el top de Jackson, dejando a la vista su seno derecho. Tras la presentación, Janet pidió disculpas, diciendo que fue un accidente, ya que Timberlake sólo debía arrancar su top cerrado y dejar el corpiño rojo de encaje de debajo intacto. Además, comentó luego: "Realmente lo siento mucho si ofendí a alguien. Esa no fue mi verdadera intención... MTV, CBS, la Liga Nacional de Fútbol Americano no tenían conocimiento acerca de esto, y desafortunadamente, todo el asunto salió mal al final.". Timberlake también emitió unas disculpas, llamando al accidente como un "mal funcionamiento del guardarropa". "Time" informó que el accidente se convirtió en el momento más repetido en la historia de TiVo, y Monte Burke de la revista "Forbes" dijo que el fugaz momento atrajo la estimada suma de 35.000 nuevos suscriptores a contratar TiVo. Más tarde, Jackson fue registrada en la edición 2007 del Libro Guinness de los Récords como la persona más buscada en la historia de Internet y como la más buscada en la sección noticias. La CBS, la Liga Nacional de Fútbol Americano y MTV (red hermana de CBS y productora del show del entretiempo) negaron cualquier conocimiento previo del suceso, y toda responsabilidad por el accidente. Aun así, la Comisión Federal de Comunicaciones realizó una investigación, perdiendo finalmente su apelación por unos 550.000 dólares contra la CBS.
Como resultado del accidente, la CBS sólo permitiría que Jackson y Timberlake aparecieran en la 46.ª ceremonia de los Grammy si cada uno presentaba unas disculpas públicas a la cadena, sin atribuir el accidente a un "mal funcionamiento del guardarropa". Timberlake emitió sus disculpas, pero Jackson se negó. Jermaine Dupri renunció a su puesto en el comité de los premios como consecuencia de ello. La controversia frenó los planes de Jackson para protagonizar un film biográfico para televisión, basado en la vida de la cantante Lena Horne, en la cadena ABC. Aunque, según la prensa, Horne se disgustó por el accidente de la Super Bowl e insistió en que Jackson fuera apartada del proyecto, según los representantes de Janet, ella se retiró del proyecto de buena manera.
En marzo de 2004, el octavo álbum de estudio de Janet, Damita Jo (segundo y tercer nombres de la cantante), fue lanzado, debutando en el número 2 del Billboard 200. Stephen Thomas Erlewine de "Allmusic" se refirió al mismo como "el equivalente auditivo de la pornografía dura, que no deja nada a la imaginación y es repetitivo sin fin". Alternativamente, la crítica de Ann Powers de la revista "Blender" afirmó: "Ingeniosamente estructurado, sin pedir disculpas explícitas, Damita Jo es erótico en su amigable y muy buen balance. Esta hora más de corriente tántrica incluso elimina la memoria del torpe accidente de Jackson en la Super Bowl.". A fin de mes, fue certificado de platino por la RIAA, y ha vendido más de 3 millones de copias en todo el mundo. Aunque el álbum debutó en el puesto número 2, sus cuatro sencillos fallaron en entrar al Top 40. Keith Caulfield de "Billboard" comentó que "para una artista única como Janet Jackson, que ha acumulado 27 sencillos en el Top 10 del Billboard Hot 100 en su carrera, incluyendo 10 éxitos número 1, esto podría ser probablemente considerado una desilusión". Clover Hope, de la misma revista, informó que Damita Jo fue en gran parte eclipsado por el escándalo de la Super Bowl, y que Jermaine Dupri, entonces presidente del departamento de música urbana de Virgin Records, emitió su sentimiento de falta de apoyo por parte de la compañía.
Jackson apareció como anfitriona de Saturday Night Live el 10 de abril de 2004, y también apareció como estrella invitada en la sitcom Will & Grace, haciendo de sí misma. En noviembre de ese mismo año, fue honrada como "rol modelo afroamericano" por 100 Black Men of America Inc., que la galardonó con un Artistic Achievement Award de la organización, en reconocimiento a una carrera que fue del éxito al mayor éxito. Aunque el "New York Amsterdam News" informó que hubo una cantidad de asistentes que expresaron consternación sobre entregarle el premio a la artista de 38 años de edad debido al incidente de la Super Bowl, el presidente de la organización, Paul Williams, respondió: "El valor de un individuo no puede ser juzgado por un simple momento en la vida de esa persona.". En junio de 2005, fue honrada con un premio Humanitarian Award por la Human Rights Campaign y el AIDS Project Los Ángeles, en reconocimiento a su trabajo y compromiso en recaudar dinero para ayudar a los enfermos de SIDA.

### 2006-2010:20 Y.O.,Why Did I Get Married?,DisciplineyNumber Ones
Para promocionar su noveno álbum de estudio, 20 Y.O., Jackson apareció en la portada de "Us Weekly" en junio de 2006, que se convirtió en una de las ediciones más vendidas de la revista. Virgin Records lanzó 20 Y.O. en septiembre de ese año, que debutó en el número 2 del Billboard 200. Janine Coveney de "Billboard" informó que el título del álbum ("20 años de edad") representa una celebración de la alegre liberación y el estilo musical que ha hecho historia desde su álbum de 1986, Control. Evan Serpick de la revista "Rolling Stone" comentó: "El título del último álbum de Janet Jackson se refiere a las dos décadas desde el lanzamiento de su álbum revelación, Control, que dio éxitos como "Nasty" y "What Have You Done for Me Lately". Si fuéramos ella, no haríamos la comparación.". Sin embargo, Glenn Gamboa de "Newsday" dio al álbum una valuación positiva, declarando: "En 20 Y.O., ella omite todo ese drama de liberación, afirmándose a sí misma. También mantiene mucho de sus "ataduras/desataduras" sexuales de sus últimos álbumes en el clóset. Este álbum es todo sobre baile y volver a sus raíces R&B.".
El primer sencillo del álbum, "Call on Me", a dúo con el rapero Nelly, llegó al número 25 del Billboard Hot 100. 20 Y.O. fue certificado de platino por la RIAA, y vendió 679.000 copias en los Estados Unidos y 1,2 millones en todo el mundo. La revista "Billboard" informó que el lanzamiento de 20 Y.O. satisfizo el contrato de Jackson con Virgin Records. Jermaine Dupri, que coprodujo 20 Y.O., dejó su cargo como cabeza del área de música urbana de Virgin Records, después del decepcionante desempeño del álbum de Jackson.
En enero de 2007, Jackson fue ubicada como la séptima mujer más rica en el negocio del entretenimiento por la revista "Forbes", con una fortuna acumulada de más de 150 millones de dólares. Más tarde en ese mismo año, Janet protagonizó junto a Tyler Perry a una psicoterapeuta llamada Patricia en la película Why Did I Get Married?. Esta se convirtió en la tercera película consecutiva de Jackson en debutar en el número 1 de la taquilla, recaudando 21,4 millones de dólares en su primera semana. Ronnie Scheib de la revista "Variety" describió la actuación de Jackson como simpática, aunque algo suave, mientras que Wesley Morris de "The Boston Globe" comentó que Janet interpretó a su personaje con floja autoridad. En febrero de 2008, Jackson ganó el premio NAACP por actuación destacada en película por su papel.
En julio de 2007, Jackson cambió de compañía discográfica, y firmó contrato musical con Island Def Jam Music Group. Su décimo álbum de estudio, Discipline, fue lanzado en febrero de 2008, debutando en el Billboard 200 en el número 1. Margeaux Watson de "Entertainment Weekly" observó que "sus letras de chico loco, que frecuentemente suenan como los caseosos mensajes de texto de un adolescente enfermo de amor, indudablemente carecen del gusto necesario para colocar a esta alguna vez estrella del pop de nuevo en lo máximo de las listas de los críticos". Andy Kellman de "Allmusic" expresó: "Janet probablemente no vuelva a alcanzar su popularidad de fines de los 80 de nuevo, pero eso no es excusa para borrarla.". Su sencillo "Feedback" llegó al número 19 del Billboard Hot 100. En abril de 2008, Jackson recibió el "premio vanguardia" en la 19.ª entrega de los premios GLAAD Media Awards, en honor a su contribución en promover derechos igualitarios para personas LGBT. Neil G. Giuliano, presidente de GLAAD, comentó: "La Señora Jackson tiene un tremendo número de fanáticos dentro y fuera de la comunidad LGBT, y haber contado con su apoyo en contra de la difamación que las personas LGBT todavía afronta en nuestro país es extremadamente significativo.". La quinta gira de conciertos de Jackson, el Rock Witchu Tour, comenzó en septiembre de 2008. Ese mismo mes, ella y su compañía discográfica se separaron de común acuerdo. Darkchild, que produjo su último álbum, expresó: "Me parece que no fue promocionado correctamente. Ella simplemente no lo ha hecho como una artista de su magnitud.". En los 14 meses durante los cuales estuvo asociada a Island Def Jam, su álbum había vendido 449.000 copias, sin recibir ninguna certificación de la RIAA. "Billboard" informó que, debido al descontento de Janet con la promoción de su álbum, la compañís aceptó revocar su relación con la artista por su pedido.
En junio de 2009, su hermano Michael Jackson murió a la edad de 50 años. En la entrega de los BET Awards de ese año, Janet habló públicamente por primera vez sobre la muerte de su hermano, afirmando: "Solo quiero decir que, para todos ustedes, Michael es un ícono. Para nosotros, Michael es familia. Y él vivirá por siempre en todos nuestros corazones. En nombre de mi familia y de mí misma, agradezco a todos por su amor, gracias por todo su apoyo. Lo extrañamos demasiado.". En una entrevista exclusiva con "Harper's Bazaar", Janet reveló que supo de la muerte de su hermano mientras estaba filmando en Atlanta la película Why Did I Get Married Too?. En medio del duelo público y privado con su familia, se focalizó en el trabajo para afrontar el dolor, evitando cualquier reportaje de la prensa acerca del fallecimiento de su hermano. Ella declaró: "Es aún importante enfrentar la realidad, y no quiere decir que le esté escapando, pero a veces sólo necesitas escaparte por un segundo.". En ese mismo tiempo, también terminó su relación de 7 años con Jermaine Dupri. En septiembre de 2009, Janet cantó "Scream" en la entrega de los premios MTV Video Music Awards, como parte de un tributo a su hermano. Stephen Friedman, gerente general de MTV, declaró: "Sentíamos que no había nadie mejor que Janet para anclar y enviar un mensaje realmente poderoso.". Ella trabajó con numerosos coreógrafos de renombre mundial, y con su director creativo personal, Gil Duldulao, que coordinó la performance. La presentación fue alabada por la crítica. Michael Slezak de "Entertainment Weekly" comentó: "Janet Jackson trabajó ese escenario más duro que un asistente mal pagado haciendo horas extra y, como tributo que fue, fue tan energético como sentido.".
Su sencillo "Make Me" fue lanzando luego de su presentación en los VMA, inicialmente en formato "audio stream" en su página web oficial, y más tarde estuvo disponible para descarga digital. Poco después de su lanzamiento, el sencillo se convirtió en el 19.º número 1 de Jackson en la lista Hot Dance Club Songs. Más tarde ese mismo mes, Jackson presidió el beneficio inaugural de la Fundación para la Investigación sobre el Sida, realizado en Milán en conjunto con la Semana de la Moda. Kevin Robert Frost, CEO de la fundación, comentó: "Estamos profudamente agradecidos a Janet Jackson por unirse a nuestra fundación, presidiendo nuestro primer evento en Milán. Ella trae una incomparable armonía y una historia de dedicación en la lucha contra el Sida.". Una de las piezas de la firma vendidas en la subasta fue un par de botas repletas de cristales que su hermano Michael iba a usar en su gira This Is It, que se vendió por 14.650 dólares. El evento recaudó un total de 1,1 millones de dólares para la organización sin fines de lucro. Jackson dijo: "Solo me gustaría agradecer a todos los que están aquí en la comunidad mundial de la moda, que han hecho tanto por ayudar a la Fundación para la Investigación sobre el Sida, y por el apoyo para la investigación sobre el VIH/SIDA.". Su segundo álbum compilatorio, Number Ones (titulado The Best fuera de los Estados Unidos), fue lanzado en noviembre de 2009, en un negocio conjunto entre Universal Music Group y EMI. Debutó en el puesto número 22 del Billboard 200, con ventas de 27.000 copias en su primera semana de lanzamiento.
Janet cantó en el acto de apertura de la 37.º edición de los American Music Awards, y también fue una de las cantantes en el festival "Capital FM's Jingle Bell Ball" en diciembre de 2009 en el 02 Arena de Londres.

### 2010-2011: Proyectos cinematográficos,True You: A Journey to Finding and Loving Yourselfy Number Ones: Up Close and Personal
En abril de 2010, Jackson repitió su papel junto a Tyler Perry en la secuela de Why Did I Get Married?, titulada Why Did I Get Married Too?. La película recaudó 30,1 millones de dólares en la taquilla de su primera semana, debutando en el número 2. Wesley Morris de "The Boston Globe" expresó que "la total experiencia de la película son 120 minutos de emocional Stairmaster", y añadió que "mirar a una histérica (e histéricamente peinada) Janet Jackson redecorar una casa con un club de golf quema 500 calorías". Mike Hale de "The New York Times" se refirió a su actuación como "vigorizante y singularmente divertida, mientras que Jackie K. Cooper de "The Huffington Post" comentó: "Janet aparece muy impresionante en algunos momentos, y un poco menos en otros. Ella sí muestra la voluntad de ser vista más despeinada.". Su interpretación le valió una nominación en la edición 2011 de los premios NAACP por "actriz destacada en película". Además, grabó el sencillo principal para la banda sonora de la película, titulado "Nothing", que fue lanzado antes del debut de la película. En mayo de 2010, Janet actuó en la final de American Idol, donde cantó "Again", "Nothing" y "Nasty".
Jackson se presentó en el festival "2010 Essence Music Festival", junto a Alicia Keys y Mary J. Blige. Según la prensa asociada, "Janet Jackson cautivó a la audiencia del viernes del Essence Music Festival, mantuvo a la gente de pie por más de dos horas y recordó a sus fans por qué valía la pena esperar 2 años para verla en concierto". En julio de 2010, Jackson se convirtió en portavoz para la marca de pieles Blackglama, de la compañía American Legend Cooperative, en la campaña "What Becomes a Legend Most", previamente llevada a cabo por celebridades como Lena Horne, Elizabeth Taylor, Lauren Bacall y Diana Ross. Según el comunicado de prensa de la compañía: "Jackson fue seleccionada como la más reciente de la campaña Leyendas, porque es un ícono en el mundo de la música y del entretenimiento, una verdadera leyenda. Ella representa todo lo que esta campaña encarna. Janet es para el espectáculo lo que Blackglama es para el lujo.". Su aprobación hizo estallar la indignación del grupo PETA (Personas por el Trato Ético de los Animales), así como de la activista Pamela Anderson. Anderson y el vicepresidente de la organización, Dan Mathews, encontraron la decisión de Jackson como hipócrita, ya que en el pasado había rechazado la aprobación del uso de pieles. En agosto del mismo año, Universal Music Group lanzó su tercer álbum compilatorio, titulado Icon: Number Ones, como parte del debut de la serie de ábums "Icon". Según el comunicado de prensa, esta serie incluye los grandes éxitos, los clásicos ritmos y los temas favoritos de los más populares artistas de la historia de la música.
En noviembre de 2010, interpretó a Joanna en la película dramática For Colored Girls, adaptación fílmica de Tyler Perry de la obra  For Colored Girls Who Have Considered Suicide When the Rainbow Is Enuf (1975), de Ntozake Shange. Christopher John Farley de "The Wall Street Journal" elogió su interpretación, afirmando: "Ella recita versos escritos por Ntozake Shange, autor de la obra que inspiró a la película. Pero en vez de ofrecer una amanerada lectura de renglones al estilo casa de café, Jackson hace que las palabran suenen como un común, aunque muy elocuente, discurso.". Matt Zoller Seitz de "Salon.com" dijo: "Ella se supera a sí misma aquí, especialmente en la escena en la cual enfrenta a su marido sobre su vida secreta. No sólo el corte de pelo corto de Jackson y sus traumatizados ojos podrían recordar a los espectadores a Jane Wyman o Joan Crawford. Perry alcanza la mezcla de una masculina hípercompetitividad y una femenina vulnerabilidad que siempre han definido a Jackson, y lo vincula a la astuta y solitaria frialdad frecuentemente vista en el trabajo de Wyman y Crawford, una táctica directiva de una tremenda percepción.". Manohla Dargis de "The New York Times" comentó: "Janet Jackson es, para decirlo suavemente, una actriz de limitada expresión. Pero su tranquila presencia tiene fuerza, en parte debido a su misterioso parecido con su hermano Michael, aunque también porque la frágil altivez de sus personajes, privilegiados de auto-involucración y su artificialismo tienen, como los mártires en armiño interpretados por tales como Lana Turner, su propia y extraña verdad.". Numerosos críticos han comparado su representación de Jo a la que hizo Meryl Streep de Miranda Priestly en El Diablo Viste a la Moda. Su actuación le valió nominaciones en la entrega 2011 de los premios Black Reel Awards, en las categorías "destacada actuación femenina" y "vestuario destacado".
El 18 de noviembre de 2010, en una entrevista exclusiva con The Boombox de AOL, Jackson anunció sus planes de embarcarse en su "gira mundial más grande de todas", en apoyo a su segundo álbum compilatorio, Number Ones. La gira, denominada Number Ones: Up Close and Personal tendría conciertos en 35 ciudades por el mundo. Las mismas serían seleccionadas por sus fanes, que debían presentar las sugerencias en su página web oficial. Durante la gira, Jackson presentó sus 35 éxitos número 1 y dedicó una canción a cada ciudad. Jackson se asoció con Mattel para lanzar una edición limitada de muñeca Barbie que reflejaran su apariencia. Llamada "Divinely Janet", la muñeca fue subastada por 15 000 dólares, y las ganancias fueron donadas al Project Angel Food. Un libro de autoayuda escrito por Jackson, titulado True You: A Journey to Finding and Loving Yourself, fue lanzado el 15 de febrero de 2011, llegando a la cima de la lista de best-sellers de "The New York Times" el mes siguiente. En marzo del mismo año, firmó un contrato de producción de cine con Lions Gate Entertainment para seleccionar, desarrollar y producir un largometraje en cine independiente. Mike Paseornek, presidente del desarrollo y la producción de la película de Lionsgate, declaró: "Janet tiene una poderosa presencia en escena, con una gran audiencia, y creemos que tendrá la misma poderosa presencia detrás de cámaras. Estamos honrados de poder proveer un hogar para sus ideas, su pasión y su inmenso talento.". Jackson se convirtió en la primera estrella pop femenina en cantar en la Pirámide del Museo del Louvre, obra del arquitecto I. M. Pei. Con el fin de recaudar dinero para la restauración de obras de arte icónicas, se presentó en el marco del evento bianual de recaudación de fondos del museo, "Liaisons au Louvre", el martes 14 de junio. Henri Loyrette, presidente y director del museo, dijo: "Janet Jackson es una de las joyas artísticas más grandes del mundo. Por lo tanto, no sentimos profundamente honorados, y creemos adecuadamente que su presentación en el Museo del Louvre será otra pieza de arte realizada bajo nuestra gloriosa pirámide de cristal.". En agosto de 2011 fue anunciada como la primera celebridad en estar presente en la campaña "What Becomes A Legend Most" de Blackglama por 2 años consecutivos. Joe Morelli, CEO de la empresa, dijo: "Fue claro en nuestra discusión de quién debía ser la Leyenda de este año que continuar con el momento de Janet era completamente sensato. Ella encarna el glamour, el lujo y la sofisticación, todo lo que Blackglama necesita.". En noviembre de 2011, Jackson se asoció con la marca para lanzar una colección de 15 piezas de productos de piel de lujo, que sea distribuida por "Saks Fifth Avenue" y "Bloomingdale's".

## Vida personal
Casada en terceras nupcias desde 2012 con el millonario empresario qatarí Wissam al Mana, nueve años menor que ella. El 3 de enero de 2017 Janet dio a luz a su hijo Eissa al Mana, convirtiéndose en madre por primera vez con cincuenta años. Además también le dijo a su hijo que le diga "madre". Ocho meses después, anunciaba su divorcio.

## Calidad artística

### Estilo musical e interpretación
Muchos críticos han observado que ella nunca fue considerada como una vocalista fuerte, señalando que su voz es a menudo mejorada por la producción de su música. El biógrafo David Ritz comentó que "su voz tenue es un pálido eco de Michael, pero en los álbumes de Janet, así como en sus vídeo-clips y presentaciones en vivo, las cuales revelaron una técnica de baile fresca y atlética, no muy diferente a la de su hermano, el canto no es el punto", señalando que esa importancia estaba puesta en sus golpeadores ritmos, sus infecciosos ganchos y su impecable valor de producción. El crítico de música J.D. Considine señaló que "en los álbumes, el sonido de Janet no está definido tanto por su voz, sino por la manera en que su voz es enmarcada por la exuberante y propulsiva producción de Jimmy Jam y Terry Lewis". Su voz también ha sido elogiada en ocasiones. Eric Henderson de Slant Magazine criticó a quienes juzgaron duramente a Jackson por su tenue voz, señalando: "De alguna manera, se olvidaron del explosivo vocal pirotécnico que desata en todo el tema "Nasty", o han descartado completamente cómo su trémula indecisión encaja perfectamente en el abstinente himno "Let's Wait Awhile".". El compositor clásico Louis Andriessen también ha elogiado a Jackson por su "tempo rubato, sentido del ritmo, sensibilidad y la calidad infantil de su extrañamente erótica voz". Ritz comparó el estilo musical de Jackson con el de Marvin Gaye, declarando: "Como Marvin, la autobiografía parece la única fuente de su música. Su arte, también como Marvin, flota sobre un reservorio de sufrimiento secreto.". Sus hits de los 80 han sido fuertemente descriptos por ser fuertemente influenciados por Prince, ya que sus productores son exmiembros de la banda The Time. Sal Cinquemani escribió que, además de definir el Top 40 de las radios, le dio al estilo Minneapolis sound de Prince una distintiva femeneidad, y con canciones como "What Have You Done for Me Lately", "Nasty", "Control" y "Let's Wait Awhile", un distintivo efecto femenino.
La música de Jackson ha abarcado un amplio rango de géneros, incluyendo: R&B, soul, disco, hip-hop, rap, pop, rock y dance. Qadree EI-Amin, exgerente personal de Janet, comentó: "Ella es más grande que Barbra Streisand, porque Streisand no puede atraer a las multitudes de las calles como lo hace Janet. Pero la rica élite seguidora de Streisand también ama a Janet Jackson.". Richard J. Ripani escribió que, cuando los productores musicales Jimmy Jam y Terry Lewis colaboraron con Jackson en su álbum Control en 1986, el trío elaboró un nuevo sonido que fusiona los elementos rítmicos del funk y el disco junto con pesadas dosis de sintetizadores, percuciones, efectos de sonido y una sensibilidad de música rap. Rickey Vincent señaló en su libro Funk: The Music, The People, and The Rhythm of The One de 1996 que ella ha sido citada a menudo por redefinir el criterio de música popular con la fuerza industrial de los ritmos de su álbum. Richard Rischar, en A Vision of Love: An Etiquette of Vocal Ornamentation in African-American Popular Ballads of the Early 1990s, observa que "las baladas pop negras de mediados de los 80 han sido dominadas por el estilo vocal y de producción que era fino y fluido, liderado por Whitney Houston, Janet Jackson y James Ingram". Jackson continuó su desarrollo musical con la mezcla de un sonido urbano contemporáneo con el hip-hop en los 90. Esto incluyó una representación más suave del R&B, articulado por lujosas baladas sentimentales y ritmos bailables up-tempo. Ella ha sido citada como una artista que ha remodelado el sonido y la imagen del R&B en la primera década de su carrera. La crítica Karla Peterson comentó que "ella es una fuerte bailarina, una artista atractiva y, como lo demuestra la canción "That's the Way Love Goes", una experta autora de canciones pop". Su material de la década de 2000 ha sido visto como menos favorable. Sal Cinquemani comentó que, excepto tal vez por R.E.M., ninguna otra súperestrella ha sido tan prolífica con tanta disminución comercial y vueltas creativas.
Jackson ha cambiado su enfoque lírico a través de los años, convirtiéndose en sujeto de análisis para la musicología, los estudios afroamericanos y los estudios de género. Mucho de su éxito ha sido atribuido a "una serie de poderosos y metálicos surcos, sus alegres y multi-seguidos vocales, y una filosofía lírica construida a partir del orgullo y el autodescubrimiento". David Ritz declaró: "El misterio es el fuego lento que quema alrededor de los perímetros del soul de Janet Jackson. La llama se alimenta de los muy buenos elementos combustibles: supervivencia y ambición, precaución y creatividad, confianza suprema y miedo oscuro.". Durante los 80, sus letras expresaron autorrealización, principios femeninos e ideología política impulsada. Gillian G. Gaar, autor de She's a Rebel: The History of Women in Rock & Roll (2002), describió a Control como "un relato autobiográfico sobre su vida con sus padres, su primer matrimonio y la liberación". Refiriéndose a Janet Jackson's Rhythm Nation 1814 como una personificación de la esperanza, Timothy E. Scheurer, autor de Born in the U.S.A.: The Myth of America in Popular Music from Colonial Times to the Present (2007), escribió: "Podría recordar a algo de Sly and the Family Stone antes de There's a Riot Goin' On y otros artistas afroamericanos de los 70 en su tácita asunción de que el mundo imginado por Martin Luther King todavía es posible, que el "sueño americano" es un sueño para todas las personas".
En janet., Jackson empezó a transitar principalmente por temas sexuales. En su libro You've Come A Long Way, Baby: Women, Politics, and Popular Culture de 1996, Lilly J. Goren escribió que "la evolución de Jackson de una música políticamente consciente hacia una diva sexy marcó la dirección que la sociedad y las industrias de la música estaban fomentando que persigan las divas del dance-rock". Joshua Klein escribió en "The Washington Post" que la imagen pública de Jackson en el curso de su carrera cambió de la inocencia a la experiencia, inspirando álbumes tan carnales como janet. en 1993 y The Velvet Rope en 1997, el último de los cuales exploró los costados, figurada y literalmente, del amor y la lujuria. Jackson explicó los recurrentes temas en sus últimos álbumes diciendo: "Amo el amor y amo el sexo.". Ella declaró, durante la promoción de janet.: "Amo sentirme profundamente sexual, y no me importa dejar que el mundo lo sepa. Para mí, el sexo se ha convertido en una celebración, en una alegre parte del proceso creativo.". El contenido sexual explícito de sus últimos álbumes ha provocado reacciones mixtas, variando desde el elogio hasta el aborrecimiento, a menudo en contraposición a Madonna, que es vista como su contraparte. Stephen Thomas Erlewine comentó que "mientras que el sexo estimula indiscutiblemente mucho de la mejor música pop, no es un factor inherentemente fascinante para la música pop, aunque como todo, depende del artista".

### Influencias
Jackson ha citado a sus hermanos mayores Michael y Jermaine como sus primeras influencias musicales. También describe a la actriz y cantante Lena Horne como una profunda inspiración, no sólo en su propia carrera, sino para los artistas negros a través de múltiples generaciones. Sobre la muerte de Horne en 2010, Janet declaró: "Horne produjo mucho placer en la vida de todos, incluso en las generaciones más jóvenes, hasta más jóvenes que yo misma. Ella fue una gran talentosa. Abrió muchísimas puertas para artistas como yo misma.". De igual manera, considera a Dorothy Dandridge como una de sus ídolos. Describiéndose a sí misma como una gran fanática de Joni Mitchell, explicó: "Cuando era niña, me sentí atraída por las canciones de Joni Mitchell... Junto con Marvin Gaye y Stevie Wonder, las canciones de Joni me hablaban de una forma íntima y personal.". Jackson también guarda reverencia para Tina Turner, diciendo: "Tina se ha convertido en una figura heroica para mucha gente, especialmente las mujeres, debido a su tremenda fuerza. Personalmente, Tina no parece tener un principio y un final en mi vida. Sentí que su música siempre estuvo allí, y siento que siempre lo estará.". También ha nombrado a otros artistas con conciencia social como fuentes de inspiración, tales como Tracy Chapman, Sly and the Family Stone y U2. Otros artistas atribuidos como influencias en la música de Jackson, según la revista "Rolling Stone", son The Ronettes, Dionne Warwick, Tammi Terrell y Diana Ross.

### Videos musicales y coreografía
Jackson sacó su inspiración para sus videos musicales y sus performances de los musicales que veía en su juventud, y estuvo fuertemente influenciada por las coreografías de Fred Astaire y Michael Kidd, entre otros. A lo largo de su carrera, ha trabajado con numerosos coreógrafos profesionales, como Paula Abdul, el propio Michael Kidd, y Tina Landon. Landon también trabajó en la coreografía del video musical "Scream" de 1995, dúo entre Janet y su hermano Michael Jackson. Janine Coveney de "Billboard" observó que "la declaración musical de independencia de Jackson en Control presentó una cadena de éxitos, una imborrable producción de sonido, y una imagen duradera cementada por innovadoras coreografías en sus videos e imágenes que los vocalistas de pop todavía emulan". Qadree El-Amin comentó que artistas como Britney Spears y Christina Aguilera diseñaron sus interpretaciones después de la probada personalidad "dance-diva" de Janet.
Beretta E. Smith-Shomade, autora de Shaded Lives: African-American Women and Television (2002), escribió: "El impacto de Jackson en la esfera de los videos musicales provino en gran parte del éxito en ventas musicales, que le proporcionaron libertades y control más visibles. Esta asunción del control impactó directamente la imagen y el contenido de sus videos musicales, dándole a Jackson una acción no asumida por muchos otros artistas, varones o mujeres, negros o blancos.". Parallel Lines: Media Representations of Dance (1993) documenta que sus videos han sido a menudo reminiscencias de conciertos en vivo o elaborados musicales teatrales. Muchos de sus video-clips de Control, incluidos "Nasty" y "When I Think of You", fueron coreografiados usando influencias del teatro Broadway. El multiculturalismo ha sido también una piedra angular de la imagen representada por Jackson en sus videos musicales. La iconografía militar de su video "Rhythm Nation" de 1989 significa una necesidad de igualdad tanto racial como de género. En el mismo, ella y sus bailarines bailan en uniformes idénticos, mientras que Jackson misma está actuando asexuadamente y casi anónimamente, como uno de los miembros del grupo. En los 90, sus videos, como "If" de 1993 (que destila la lujuria y el misterio similar al de El último emperador) y "Runaway" de 1995, extraen influencias culturales de oriente. Otros, como "Got 'til It's Gone" y "Together Again" de 1997, exploran las raíces africanas y el Serengeti. Los videos musicales de Jackson también han encontrado compenetración con la comunidad gay, como la dramática imagen en "Rhythm Nation" que llevó a la recreación del video en los clubs gay, y su video "Love Will Never Do (Without You)" de 1990, que se supone que explora la estética del cuerpo masculino desde las perspectivas tanto de las mujeres como de los varones gay. Janet recibió el premio MTV Video Vanguard Award en 1990 por su contribución a la forma del arte, y en el año 2001 se convirtió en la primera honorada con el premio mtvICON, celebrando su impacto en la industria musical en su conjunto.
Sus videos musicales han contribuido a un mayor grado de liberación sexual entre las mujeres jóvenes, a lo que Jean M. Twenge, autor de Generation Me: Why Today's Young Americans are More Confident, Assertive, Entitled - and More Miserable Than Ever Before (2007), escribió: "En los estudios de Alfred Kinsey en los años 50, sólo el 3% de las mujeres jóvenes habían practicado sexo oral con un hombre. Hacia mediados de los 90, sin embargo, el 75% de las mujeres de entre 18 y 24 años de edad habían experimentado cunnilingus. Los videos musicales de las artistas femeninas han contribuido a la tendencia, con Mary J. Blige y Janet Jackson insinuando fuertemente a hombres practicando sexo oral sobre mujeres en sus videoclips, empujando hacia abajo a los hombres por sus cabezas hasta ubicarlos exactamente en la justa posición.". De igual forma, Paula Kamen, en Her Way: Young Women Remake the Sexual Revolution (2000), establece que "entre principio y mediados de los 90, el sexo oral incluso alcanzó la música comercial, como la demanda de carga política de mujeres verdaderamente liberadas", citando a TLC, Mary J. Blige y Janet Jackson como ejemplos de artistas femeninas simulando cunnilingus en sus videos. Sin embargo, acusaciones de cirugía estética, aclaramiento de piel y una creciente imagen hipersexualizada llegaron a ella, siendo vista como una conformadora de blancos, y una visión de la sexualidad de hombres dominadores en lugar de su propia liberación o la de otros.
La revista "Jet" comentó que "las innovadoras interpretaciones en escena de Janet en sus giras mundiales le han valido la reputación de ser una artista de clase mundial". Chris Willman de "Los Angeles Times" observó que "las fascinantes coreografías de la gira Ryhthm Nation World Tour representan la cumbre de lo que se puede hacer en su estilo, una rápida mezcla de movimientos rígidamente espasmódicos y graciosamente fluidos". Nicholas Barber, columnista de "The Independent", comentó en su crítica para The Velvet Rope World Tour que "los conciertos de Janet son el equivalente pop de una exitosa película de verano, con todas las explosiones, efectos especiales, el sentimentalismo sustituto, gratuita escisión y el énfasis en el espectáculo por encima de la coherencia que el término implica". Cuando el periodista Robert Hilburn de "Los Angeles Times" le preguntó a Jackson si entendía por qué la gente hablaba de The Velvet Rope World Tour en términos de Broadway, ella respondió: "Yo soy una loca de Broadway... Es con lo que he crecido.". Su gira Number Ones: Up Close and Personal devió del "teatro a gran escala" presente en sus pasados conciertos en enormes lugares, a otros más pequeños. Los críticos observaron que haber sido reducida no tuvo ningún efecto en el impacto de su talento, y en algunos casos, lo intensificó. Greg Kot del "Chicago Tribune" escribió: "En las giras anteriores, la fina voz de Jackson era a menudo engullida por el mero tamaño de sus producciones. En el más reducido marco actual, Jackson logra una calidez y una pasión que no era siempre evidente en los estadios. Es la mejor performance de Janet Jackson que he cubierto en más de 20 años.".
Thor Christensen de "The Dallas Morning News" señaló que Jackson hacía playback en sus conciertos. Escribió: "Janet Jackson, una de las más notorias del pop que hacen uso del playback en escena, admitió que utiliza algunos vocales pregrabados para aumentar su voz en vivo. Pero se negó a decir qué porcentaje de su voz en concierto es grabada y cuánto es en vivo.". Richard Harrington de "The Washington Post" observó: "Desde el advenimiento de MTV y la proliferación de cantantes orientados al baile como Mili Vanilli, Madonna, Paula Abdul, Janet Jackson, George Michael, MC Hammer, Michael Jackson y New Kids on the Block, las expectativas de la audiencia han sido redefinidas drásticamente.", señalando que pocos artistas son capaces de recrear el espectáculo de los elaboradamente coreografiados videos musicales, a la vez que llevan a cabo vocales con precisión de estudio. Michael MacCambridge de "Austin American-Statement", que evaluó la gira Rhythm Nation World Tour de Jackson, describió el playback de Jackson como un punto discutible, declarando que ella frecuentemente cantaba en vivo junto con sus propios vocales pregrabados, para lograr un sonido similar a las versiones radiales de sus sencillos. MacCambridge también observó que parecía improbable que alguien, incluso un preciado miembro de la Primera Familia de la Música Soul, pudiera bailar como lo hizo ella durante 90 minutos y encima brindar el tipo de vocales poderosos que de los superconciertos de los 90 se esperan conseguir. Similarmente, Chris Willman comentó que "incluso una vocalista entrenada clásicamente se encontraría en apuros a la hora de mantener cualquier tipo de nivel de volumen (o, más apropiadamente, de "Control"), a la vez que se mueve hacia arriba y hacia abajo de escaleras, y bate las extremidades en direcciones sobrenaturales, a una velocidad impecable y vertiginosa". Los críticos señalaron que en la menor escala de su gira Number Ones: Up Close and Personal, ella renunció al playback. Chris Richards de "The Washington Post" declaró que "incluso en sus resoplidos, esa delicada voz no ha perdido la precisión de rayo láser que parece ser parte del ADN de la familia Jackson". Richards complementó su actuación físicamente agotadora, diciendo: "Vamos, Janet. Déjales ver tu sudor. Porque en la esfera del pop del siglo XXI donde los conciertos son conducidos por el espectáculo, necesitamos saber que debajo de todos esos trajes de ciencia ficción, de las luces estroboscópicas y del auto-tune, todavía estamos presenciando un concierto por la vívida, alentosa y profundamente sudorosa ser humana, cuyo nombre es el que está estampado en las entradas por las cuales vaciamos nuestros bolsillos para ver.".

## Legado

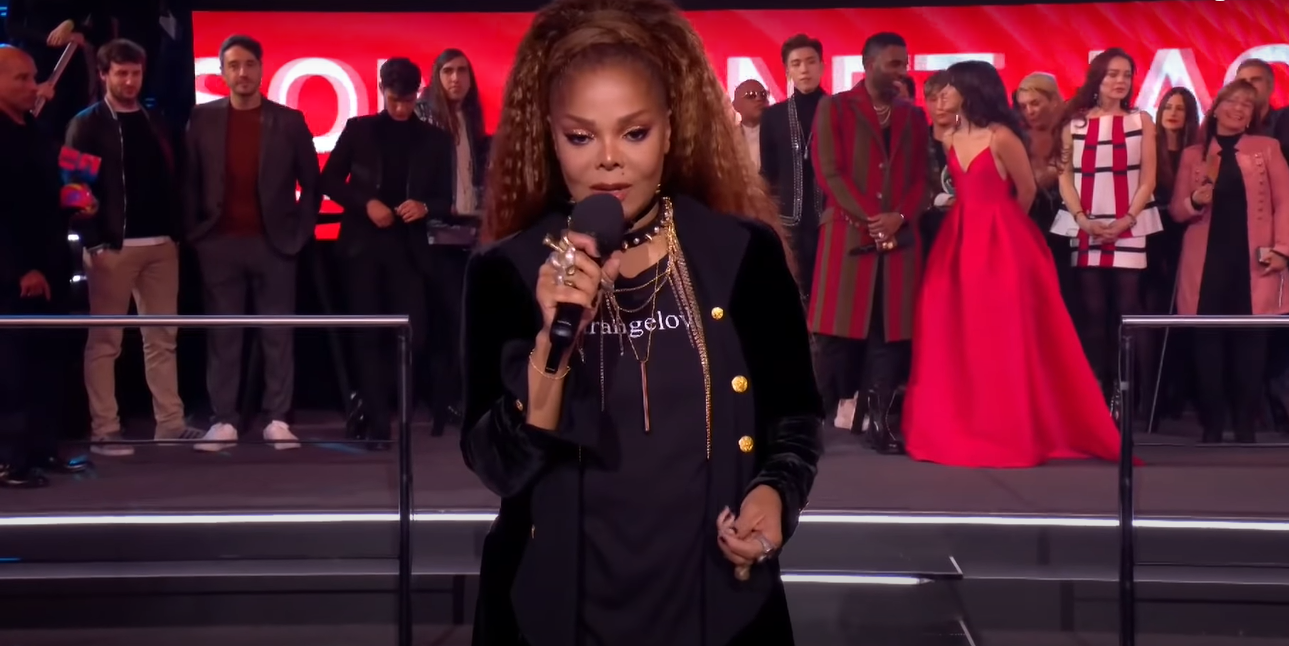
Jackson en los MTV Europe Music Awards 2018

Janet se ha esforzado por separar su carrera profesional de la de su hermano mayor Michael y del resto de la familia Jackson. Steve Dollar de "Newsday" escribió que "ella resalta esa calidad hogareña de "chica de al lado" que desmiente su lugar como la más joven de los hermanos de la familia, cuyas vidas interiores y exteriores han sido tan atizadas, chusmeadas, docudramatizadas y copiadas como la de los Kennedy". Phillip McCarthy de "The Sydney Morning Herald" observó que, a través de su carrera musical, una de sus condiciones comunes para los entrevistadores ha sido que no habría mención alguna de Michael. Joshua Klein escribió: "Durante la primera mitad de su carrera musical, Janet Jackson sonaba como una artista con algo que demostrar. Surgiendo en 1982, justo cuando su hermano mayor Michael estaba emitiendo su sombra más grande, Jackson llenó sus álbumes no tanto con canciones, sino con declaraciones, desde "The Pleasure Principle" hasta el radical sonido de "Rhythm Nation" y la declaración de propósitos de "Control".". Steve Huey de "Allmusic" afirmó que, a pesar de haber nacido en una familia de artistas, Janet Jackson se las ha arreglado para emerger como una superestrella por derecho propio, rivalizando no sólo con varias artistas musicales femeninas como Madonna y Whitney Houston, sino también con su hermano, mientras cambiaba exitosamente su imagen de una mujer joven fuerte e independiente a una adulta sexy y madura. Forjando su propia y única identidad a través de sus proyectos artísticos y empresariales, ha sido estimada como la "Reina del Pop" o la "Reina del R&B". Klein argumentó que "el estrellato no fue algo muy difícil de predecir, pero pocos podrían haber previsto que Janet, "Miss Jackson if you're nasty", algún día reemplazaría a Michael como verdadera heredera del legado de la familia Jackson".
Jackson también ha sido reconocida por desempeñar un papel esencial en cruzar los límites raciales en la industria de la música, donde los artistas negros fueron una vez considerados deficientes. En Right to Rock: The Black Rock Coalition and the Cultural Politics of Race (2004), su autor Maureen Mahon declara: "En los 80, Whitney Houston, Michael Jackson, Janet Jackson y Prince estaban entre los artistas afroamericanos que cruzaron... Cuando los artistas negros cruzaron al éxito en el pop, dejaron de ser negros en el significado del mundo de la industria. Fueron promovidos de la música negra racializada a la música pop universal en un económico proceso de trascendencia racial.". Routledge International Encyclopedia of Women: Global Women's Issues and Knowledge (2000) documenta que Jackson, junto con otras prominentes mujeres afroamericanas, han logrado rupturas financieras en la corriente principal de la música popular, recibiendo la reputación de súpes estrellas en el proceso. Ella, junto a sus contemporáneas, ofrecieron un camino viable, creativo, intelectual y empresario para entablar y mantener la acción, la potencia lírica, el marketing y la propiedad. Su comprensión del negocio ha sido comparada a la de Madonna, ganando un nivel de autonomía que permite una latitud creativa y acceso a recursos financieros y distribución para el mercado masivo.
El musicólogo Richard J. Ripani identificó a Jackson como una líder en el desarrollo del R&B contemporáneo, ya que su álbum Control de 1986 y su sucesor Janet Jackson's Rhythm Nation 1814 crearon una combinación única de género y efectos de sonido, que desembocaron en el uso del rap en la corriente principal del R&B. Ripani también argumenta que la popularidad de la canción insignia de Jackson, "Nasty", influenció el género del new jack swing desarrollado por Teddy Riley. Leon McDermott del "Sunday Herald" escribió: "Sus millones de álbumes vendidos en los 80 ayudaron a crear el R&B contemporáneo, a través de la musculosa y magra producción de Jimmy Jam y Terry Lewis. Los sinuosos surcos enhebrados en Control en 1986 y en Janet Jackson's Rhythm Nation 1814 en 1989 son el fundamento sobre lo que los productores y los cantantes de hoy se basan.". Jim Cullen expresó en Popular Culture in American History (2001) que, aunque fue el video de "Thriller" de Michael Jackson el que originalmente sincronizó los videos musicales con las ventas de álbumes, Janet Jackson estuvo también entre la primera generación de artistas que vieron que la visualización de su música los elevó al estado de [Anexo:Icono popular|ícono del pop]]. En julio de 1999, se ubicó en el número 77 de la lista "100 Greatest Women of Rock and Roll" de VH1. También apareció en el puesto 134 de su lista "200 Greatest Pop Culture Icons of All Time" y en el número 2 de "50 Greatest Women of the Video Era", detrás de Madonna. En marzo de 2008, Business Wire informó: "Janet Jackson es una de los 10 artistas más vendedores en la historia de la música contemporánea, rankeada por la revista "Billboard" como la novena artista de rock and roll más exitosa de la historia, y la segunda mujer más exitosa en la historia del pop.". Jackson es la única artista mujer en la historia del Billboard Hot 100 en tener 18 sencillos consecutivos dentro del Top 10, desde "Miss You Much" en 1989 hasta "I Get Lonely" en 1998. La revista la ubica en el puesto 7 de los mejores artistas de todos los tiempos, lista realizada en el 50.º aniversario del Hot 100, haciendo de ella la tercera artista mujer más exitosa en la historia del conteo, detrás de Madonna y Mariah Carey. En noviembre de 2010, la revista realizó una lista de los mejores artistas de R&B y hip-hop de los pasados 25 años, ubicándola en el número 5. Ella figura como la principal artista en la lista, con 15 éxitos número 1 en los 25 años anteriores, obteniendo 27 éxitos dentro del Top 10 entre 1985 y 2001, y 33 éxitos consecutivos dentro del Top 40 desde 1985 hasta 2004. La artista más premiada en la historia de los premios Billboard Music Awards con 33 galardones, ella es parte del drupo de élite de artistas musicales, junto a otros como Madonna, Aerosmith, Garth Brooks y Eric Clapton, a los que la revista acredita por redefinir el paisaje de la música popular.
Den Berry, CEO y presidente de Virgin Records, declaró: "Janet es la total encarnación de una súper estrella global. Su brillo artístico y su apelación personal trascienden barreras geográficas, culturales y generacionales.". De manera similar, el ejecutivo Lee Trink de la misma compañía, expresó: "Janet es un ícono y una figura histórica en nuestra cultura. Ella es una de esas artistas dotadas a la que la gente mira, emula y en quien quieren creer. No hay demasiadas estrellas que superan la prueba del tiempo.". Su estilo musical y coregráfico ha influenciado e inspirado a una generación más joven de artistas musicales. Sarah Rodman del "Boston Herald" comentó: "Por cada revuelo de manos, sobreexcitación y adicción al melisma que hay allí afuera imitando los llamados de perros de Mariah, hay un número igual tratando de igualar los burbujeantes surcos y los fantásticos juegos de piernas de Janet, incluyendo a Britney Spears, Aaliyah y Destiny's Child.". El crítico de música pop Gene Stout comentó que "ella ha influenciado de manera muy amplia a una generación más joven de artistas, desde Jennifer Lopez hasta Britney Spears, quienes han copiado tantos de los movimientos de baile de Jackson". Elysa Garner de "USA Today" escribió: "Jackson reclama no estar molesta por la brigada de las apenas post-adolescentes divas bebés que han sido inspiradas (y en algunos casos, la han notoriamente copiado) por su fuerte y animada coreografía y por la infantil aunque decididamente post-feminista artisticidad, que han sido durante mucho tiempo sellos de su estilo interpretativo.". Las artistas que son consideradas por haber seguido sus pasos han sido referidos como "Janet-come-lately's".
Toni Braxton declaró que ella fue inspirada por Janet Jackson porque, cuando lanzó su álbum Control, hizo más fácil para las "niña pastoras", que se suponía debían ser dulces y dóciles, en sentirse cómodas con su sentimiento sexual. Aaliyah comentó: "Yo la admiró muchísimo. Ella es una artista total. Me encantaría hacer un dúo con Janet Jackson.". Jennifer Lopez alabó la videografía de Jackson, expresando que sus videos musicales tuvieron un terrible impact sobre ella tanto como fanática y como artista. 'N Sync y Usher, que actuaron ambos como teloneros de su gira The Velvet Rope World Tour, citaron a Jackson por enseñarles como transformar un show en escena a una interpretación teatral. Usher dijo: "Aprendí un montón acerca de cómo hacer que un artista se vea como una estrella. En el plano personal, tuve la chance de poder abrazarla.". Rozonda "Chilli" Thomas, de la banda TLC, declaró que, cuando el grupo se estaba recién formando, ella dijo: "¡Estoy lista para ser la próxima Janet Jackson!". Britney Spears comentó: "Siempre he sido mayormente influenciada por Janet en cada cosa que ella hace.". Christina Aguilera dijo: "Recuerdo estar viendo MTV cuando era niña. Para mí, Janet lo tenía todo: videos musicales maravillosos, canciones calientes y la voz más sexy.". Cassie se ha referido a sí misma como una empedernida fan de Janet Jackson, y ha dicho: "Me encantaría emular la carrera de Janet totalmente. Ella es increíble, desde sus movimientos hasta su voz.". Jay Bobbin del "Chicago Tribune" escribió: "Cassie no es la primera artista en ser medida frente a Janet Jackson, y lo singular es que tampoco será la última.". Ciara ha reconocido a Jackson como una de sus influencias principales, declarando: "Pensar que apenas ayer estaba viendo a Janet Jackson por televisión, y hoy en día la gente me compara con ella.". Beyoncé expresó: "¡Yo amo a Janet Jackson! No tengo más que cosas positivas para decir sobre ella.". Kelly Rowland la nombró como la más grande inspiración de su carrera, porque ella trabaja extremadamente duro. Rihanna ha comentado: "Ella fue una de los primeros íconos del pop con los que me he relacioado. Ella era tan vibrante, tenía tanta energía... Y todavía tiene poder. La he visto en escena, y ella puede pararse allí por 20 minutos y tener a todo el público gritando. Tienes que amar a Janet...". Keri Hilson declaró que ella admiraba a Janet Jackson solo por ser ella misma, una gran artista. La cantante japonesa Crystal Kay dijo: "Siempre he escuchado música americana, y los artistas que más admiro son americanos, como Janet Jackson.". La DJ y cantante australiana Havana Brown citó a Jackson como su mayor influencia, declarando: "Ella es mi ídola. ¡Yo quería ser Janet Jackson, pero la Janet Jackson DJ! Quería ser capaz de montar grands shows, quería bailarines y fuegos artificiales a mi alrededor... Lo quería todo.". Otras artistas que han sido comparados con Jackson son Brandy, Tatyana Ali, Christina Milian, Mýa, Lady Gaga, Namie Amuro y BoA, entre otras. Joan Morgan de la revista "Essence" observó: "Los álbumes Control, Janet Jackson's Rhythm Nation 1814 y janet. establecieron el sello vocal y de baile en la cultura pop que ahora damos por sentada. Entonces, cuando estás pensando en preguntarle a Miss Jackson "What have you done for me lately?", recuerda que Britney Spears, Ciara y Beyoncé viven en la casa que Janet ha construido.".

## Discografía
| Álbumes de estudio - Janet Jackson (1982) - Dream Street (1984) - Control (1986) - Janet Jackson's Rhythm Nation 1814 (1989) - janet. (1993) - The Velvet Rope (1997) - All for You (2001) - Damita Jo (2004) - 20 Y.O. (2006) - Discipline (2008) - Unbreakable (2015) | Álbumes compilatorios - Design of a Decade: 1986–1996 (1995) - Number Ones (2009) - Icon: Number Ones (2010) | Álbumes de remixes - Control: The Remixes (1987) - janet. Remixed (1995) |

## Otros trabajos
| Televisión - The Jacksons (1976-1977) - Good Times (1977-1979) - A New Kind of Family (1979-1980) - Diff'rent Strokes (1980-1984) - Fame (1984-1985) Cine - Poetic Justice (1993) - El Profesor Chiflado 2: La Familia Klump (2000) - Why Did I Get Married? (2007) - Why Did I Get Married Too? (2010) - For Colored Girls (2010) - Home 2: The Boov Sequel (2018) - Janet Jackson (2022) | Giras - Rhythm Nation World Tour (1990) - janet. World Tour (1993-1995) - The Velvet Rope World Tour (1998-1999) - All for You Tour (2001-2002) - Rock Witchu Tour (2008) - Number Ones: Up Close and Personal (2011) - Unbreakable World Tour (2015-2016) - State of the World Tour (2017) - Together Again Tour (2023-2024) Libros - True You: A Journey to Finding and Loving Yourself (2011) |

## Premios y distinciones
Premios Óscar
| Año  | Categoría              | Canción | Película       | Resultado |
| ---- | ---------------------- | ------- | -------------- | --------- |
| 1994 | Mejor canción original | «Again» | Poetic Justice | Nominada  |

## Otras lecturas
- Bronson, Fred. The Billboard Book of Number One Hits. Billboard Books, 2003. ISBN 0-8230-7677-6
- Hyatt, Wesley. The Billboard Book of Number One Adult Contemporary Hits. Billboard Books, 1999. ISBN 0-8230-7693-8
- Warner, Jay. On this Day in Black Music History. Hal Leonard, 2006. ISBN 0-634-09926-4